# Оперный театр Сарасоты
Оперный театр Сарасоты (англ. The Sarasota Opera House; первоначальное название ― Театр Эдвардса; англ. the Edwards Theatre) ― оперный театр в городе Сарасота, штат Флорида, США. Располагается по адресу: Норт-Пайнэпл-авеню, 61.
Первоначально был назван в честь А. Б. Эдвардса, первого мэра Сарасоты. Был открыт 10 апреля 1926 года.
Здание было построено по проекту архитектора Роея А. Бенджамина в стиле архитектуры средиземноморского Возрождения. Строительные работы проводились компанией GA Miller Construction Company.
В настоящее время здание оперы принадлежит компании Sarasota Opera Association, Inc. Зрительский зал рассчитан на 1119 мест.

## История
В 1920-х годах опера быстро стала популярным развлекательным центром города. Здесь выступали такие известные исполнители, как Уилл Роджерс (1927) и Фолли Цигфельд (1928), а также Элвис Пресли (1956).  Кроме того, здание служило и кинотеатром: именно здесь была представлена мировая премьера фильма «Величайшее шоу на Земле» Сесила Б. Демила (сама кинокартина также была снята в Сарасоте) с участием актёров Чарлтона Хестона и Дороти Ламур .
За годы своего существования театр менял своё название: в декабре 1936 года он официально стал именоваться Театром Флориды.